# فرنسيس مونرو رامزي
فرنسيس مونرو رامزي (بالإنجليزية: Francis Munroe Ramsay)‏ هو ضابط أمريكي، ولد في 5 أبريل 1835 في واشنطن العاصمة في الولايات المتحدة، وتوفي بنفس المكان في 19 يوليو 1914.